# شيونز
شيونز؛ (الفريولية الغربية: Cjons) هي كوموني (بلدية) في مقاطعة بوردينوني في منطقة فريولي فينيتسيا جوليا الإيطالية، وتقع على بعد حوالي 90 كيلومتر (56 ميل) شمال غرب ترييستي وحوالي 14 كيلومتر (9 ميل) جنوب شرق بوردينوني. وفي 31 ديسمبر 2004، كان عدد سكانها 4896 شخصا ومساحتها 33.5 كيلومتر مربع (12.9 ميل مربع).
تحتوي بلدية شيونز على الفرازيوني (التقسيمات الفرعية، والأغلب هي القرى والكهوف) باسيدو، تايدو، فيلوتا، وتوراتي.
تحد مدينة شيونز البلديات التالية: أزانو ديسيمو ‏ وسينتو كاوماجيوري ‏ وفيومي فينيتو و براماغيور و برافيسدوميني ‏ وسان فيتو آل تاليامنتو وسيستو الريغينة .

## المدن التوأم
تعتبر شيونز توأمة مدن مع:
- Luisant, France
- Villanueva del Pardillo, Spain

## روابط خارجية
- www.comune.chions.pn.it/